# جون فوربس رويل
جون فوربس رويل (1798-1858) (بالإنجليزية: John Forbes Royle)‏ هو عالم نبات بريطاني.